# Шавлія іспанська
Чіа біла, або Шавлія іспанська (Salvia hispanica) — рослина родини глухокропивові, вид роду шавлія. Насіння чіа традиційно вживається у їжу жителями деяких країн Латинської Америки (особливо Мексики), а також на південному заході США. У кулінарії також використовується близькоспоріднений вид чіа колумбійська.

## Поширення та екологія
Батьківщина рослини — Центральна та Південна Мексика, а також Гватемала, де вона росте на висотах 1800—2600 м над рівнем моря. На даний час чіа культивується також у багатьох країнах Південної Америки та в Австралії.

## Біологічний опис
Однорічна трав'яниста рослина висотою до 1 м. Листя супротивне 4—8 см довжиною і 3—5 см шириною. Цвіт білий або багровий. Насіння дрібне овальне, діаметром, зазвичай, близько 1 мм. Буває коричневого, сірого, чорного або білого кольору, поверхня вкрита рельєфним рисунком.

## Харчова цінність та використання

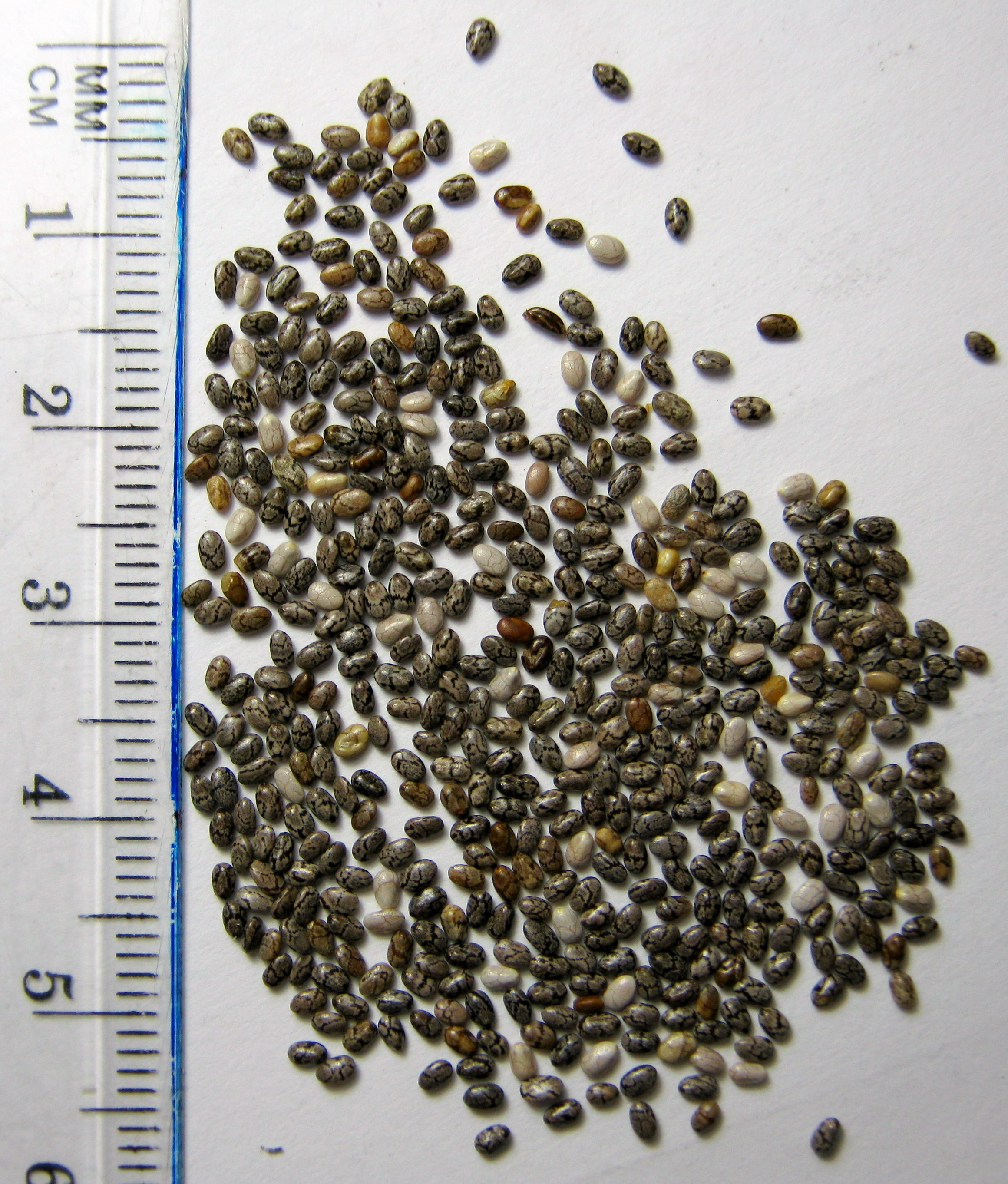
Насіння чіа

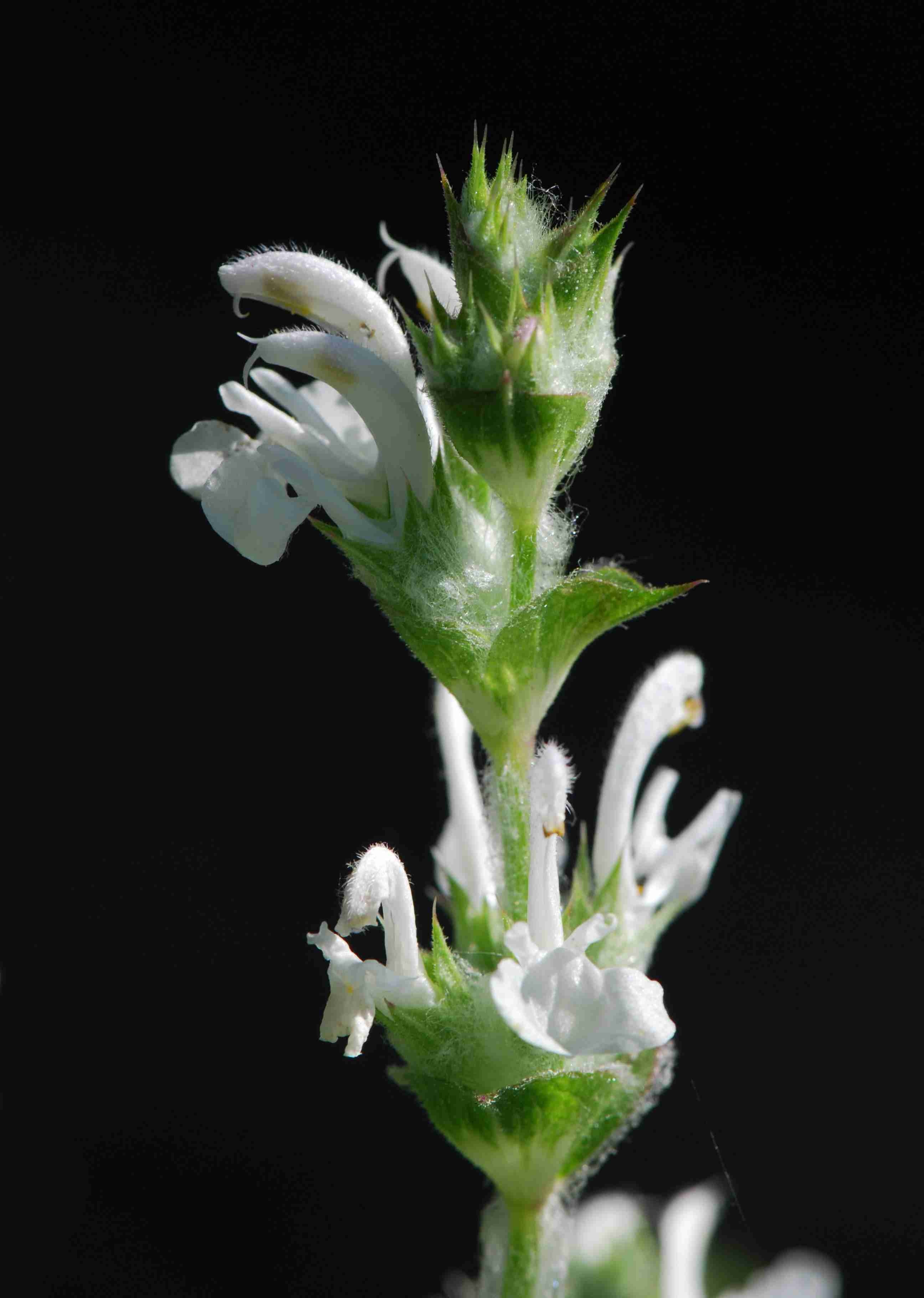
Цвіт

Насіння чіа містить 20 % білків, 34 % жирів, 25 % харчових волокон, а також значну кількість антиоксидантів. Особливо багате ліноленовою та іншими ненасиченими жирними кислотами.
Борошно із підсмаженого насіння іде на приготування поживних напоїв. Толокно із нього, змішане з водою й перцем, довго зберігається, дуже поживне і добре втамовує голод. Олія із насіння швидко сохне і використовується для виготовлення фарб.
Останнім часом насіння чіа здобуло популярність серед вегетаріанців США як відмінне джерело рослинного кальцію: 100 г містить 631 мг кальцію, тобто вдвічі більше, ніж склянка молока. Насіння багате й на інші мікроелементи. У 2005 році Європейський союз, де ця рослина відома набагато менше, визнав чіа перспективним видом їжі.

## Історія
Кодекс Мендоса свідчить, що чіа була однією з найважливіших культур ацтеків. Єзуїтські літописці стверджували, що ця рослина займала у їхньому раціоні третє місце після кукурудзи та бобів, випереджуючи амарант.
У своєму фундаментальному творі «Загальна історія справ Нової Іспанії» (1547—77) Бернардіно де Саагун, спираючись на свідчення ацтеків про властивості рослин, навів цінні відомості про чіа (чіен):

Чіен. Вже говорилось про форму її листя, її насінні та різних речах, котрі додають до неї, щоб зробити корисною. Увесь світ знає, як робиться атолле, і що до нього додається смажений маїс. Використовують тільки це її насіння. Воно називається ціен. ЇЇ листя непридатне. І це |насіння під назвою чіен| — смачно… Корінь цієї трави зелений і жовтуватий. Подрібнений з коренем білої верби, що називається кецальуешотль, роблять разом з ним атоле, і він корисний для тих, хто плюється кров'ю і у кого неперервний кашель, що виходить із грудей. Також за допомогою цього лікується старий кашель та такий що триває багато днів. Разом з тим, він хороший для тих, у кого гнійний пронос, Випиваючи його два чи три рази. Чіен сіют. Вона дає урожай кожен рік. Сім'я у незрілої трави молотиться, і добувають сік, витискаючи і випиваючи його натщесерце, очищують груди, а перемішаний з атулем перед їдою, він призводить до того самого |результату|. Сік цього чіана подібний лляній олії в Кастилії, котрим художники надають |картинам| блиск…